# La Chapelle-Hugon
La Chapelle-Hugon település Franciaországban, Cher megyében. Lakosainak száma 385 fő (2022. január 1.). La Chapelle-Hugon Apremont-sur-Allier, Germigny-l’Exempt, Grossouvre, La Guerche-sur-l’Aubois és Neuvy-le-Barrois községekkel határos.

## Népesség
A település népessége az elmúlt években az alábbi módon változott:
| Lakosok száma | 366  | 327  | 364  | 378  | 399  | 394  | 387  | 381  | 380  | 385  |
|               | 1968 | 1982 | 1990 | 2006 | 2013 | 2015 | 2017 | 2019 | 2020 | 2022 |